# باتريك ميل
باتريك ميل (بالفرنسية: Patrick Mille )‏ (و. 1970 – م) هو ممثل من فرنسا . ولد في لشبونة .

## روابط خارجية
- باتريك ميل على موقع IMDb (الإنجليزية)
- باتريك ميل على موقع ألو سيني (الفرنسية)
- باتريك ميل على موقع أول موفي (الإنجليزية)
- باتريك ميل على موقع قاعدة بيانات الأفلام السويدية (السويدية)
- باتريك ميل على موقع قاعدة بيانات الفيلم (الإنجليزية)
- باتريك ميل على موقع كينوبويسك (الروسية)